# 7802 Takiguchi
7802 Takiguchi è un asteroide della fascia principale. Scoperto nel 1996, presenta un'orbita caratterizzata da un semiasse maggiore pari a 2,4310595 UA e da un'eccentricità di 0,1885983, inclinata di 2,18750° rispetto all'eclittica.